# Avianca Cargo
Avianca Cargo (precedentemente Tampa Cargo-Transportes Aereos Mercantiles PanAmericanos) è una compagnia aerea cargo con sede a Medellín mentre i suoi hub principali sono l'Aeroporto internazionale El Dorado, l'Aeroporto Internazionale di Miami e l'Aeroporto internazionale Jorge Chávez di Lima.

## Storia
La compagnia aerea fu fondata l'11 marzo 1973 a Medellín da Luis H. Coulson "El Abuelo" insieme al capitano Juan Mesa e Aníbal Obando con il nome di PanAmerican Commercial Air Transport (Tampa). Iniziò le operazioni di volo con un Douglas DC-6 sulla rotta tra l'Aeroporto Olaya Herrera di Medellín e l'aeroporto internazionale El Dorado di Bogotá, mentre nel 1979, fu introdotto in flotta un Boeing 707-320C in leasing. Nel 1988, il vettore aereo, decise di rinnovare la flotta acquistando quattro Douglas DC-8 e nel 1996, a seguito dell'acquisizione da parte di Martinair del 40% della proprietà, si decise di sostituire i DC-8 con quattro Boeing 767-200 riconvertiti a cargo e provenienti dalla compagnia aerea brasiliana Varig.
Nel 2008, Synergy Aerospace, acquisì il 100% della compagnia aerea e nel 2011 furono acquistati cinque Airbus A330-200F. Dal 28 maggio 2013, la compagnia aerea fu rinominata in Avianca Cargo.

## Flotta

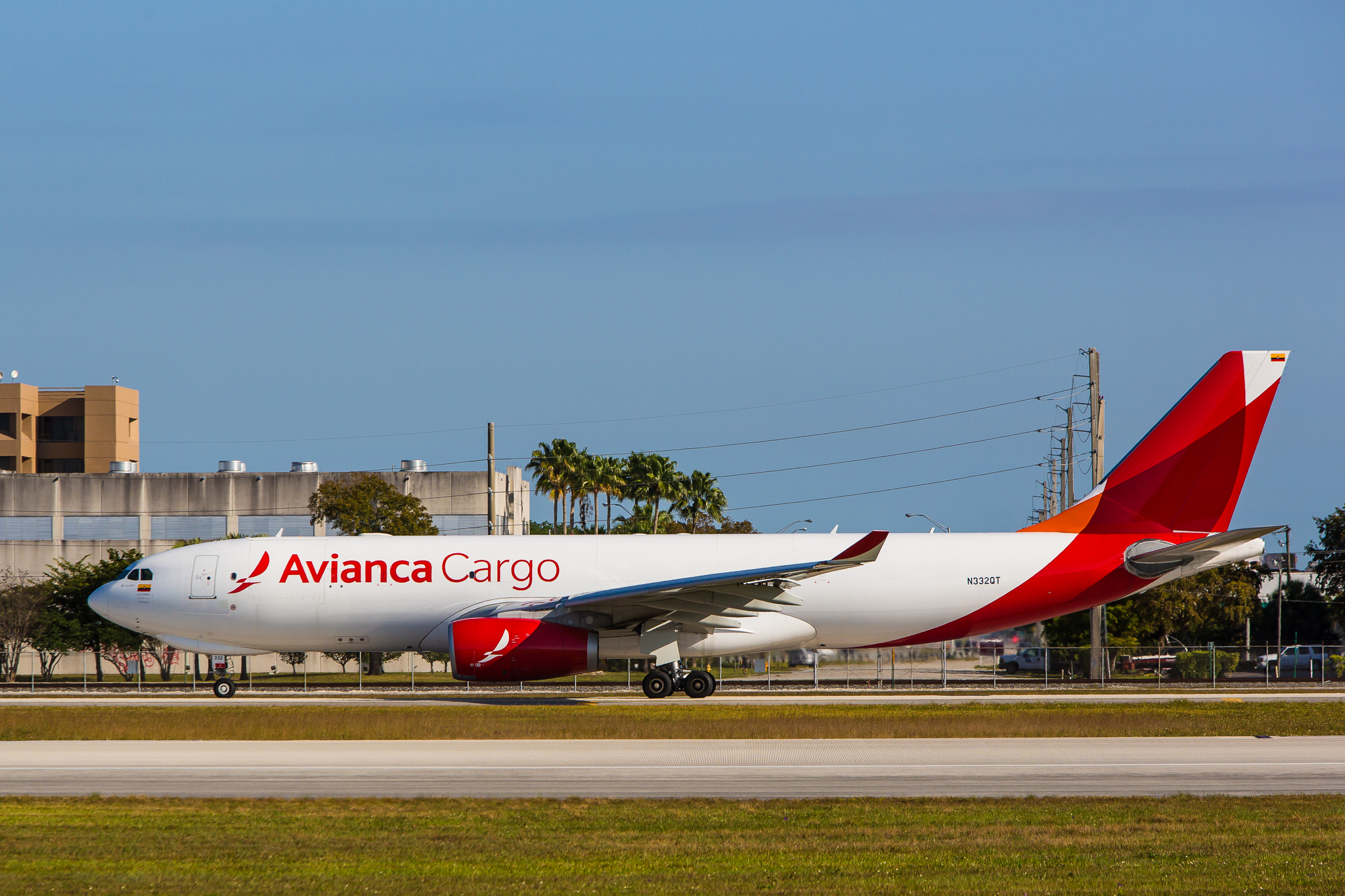
Un Airbus A330-200 di Avianca Cargo.

A marzo 2020 la flotta Avianca Cargo risulta composta dai seguenti aerei:
| Aereo            | In flotta | Ordini | Note |
| ---------------- | --------- | ------ | ---- |
| Airbus A330-200F | 6         | —      |      |

## Flotta storica

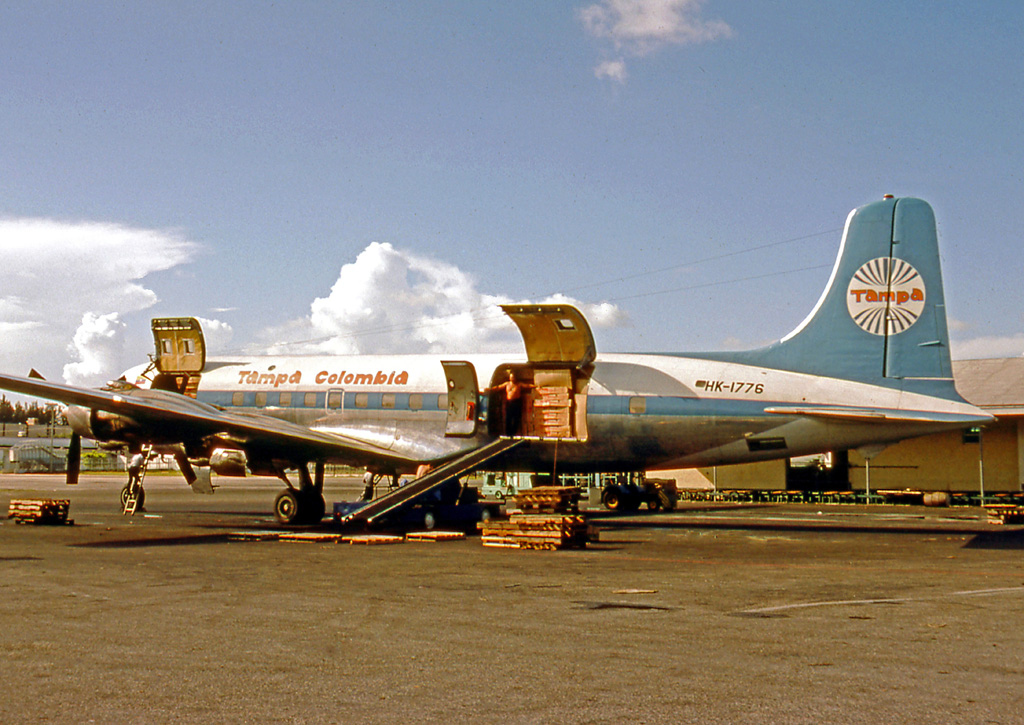
Un Douglas DC-6 di TAMPA Cargo.

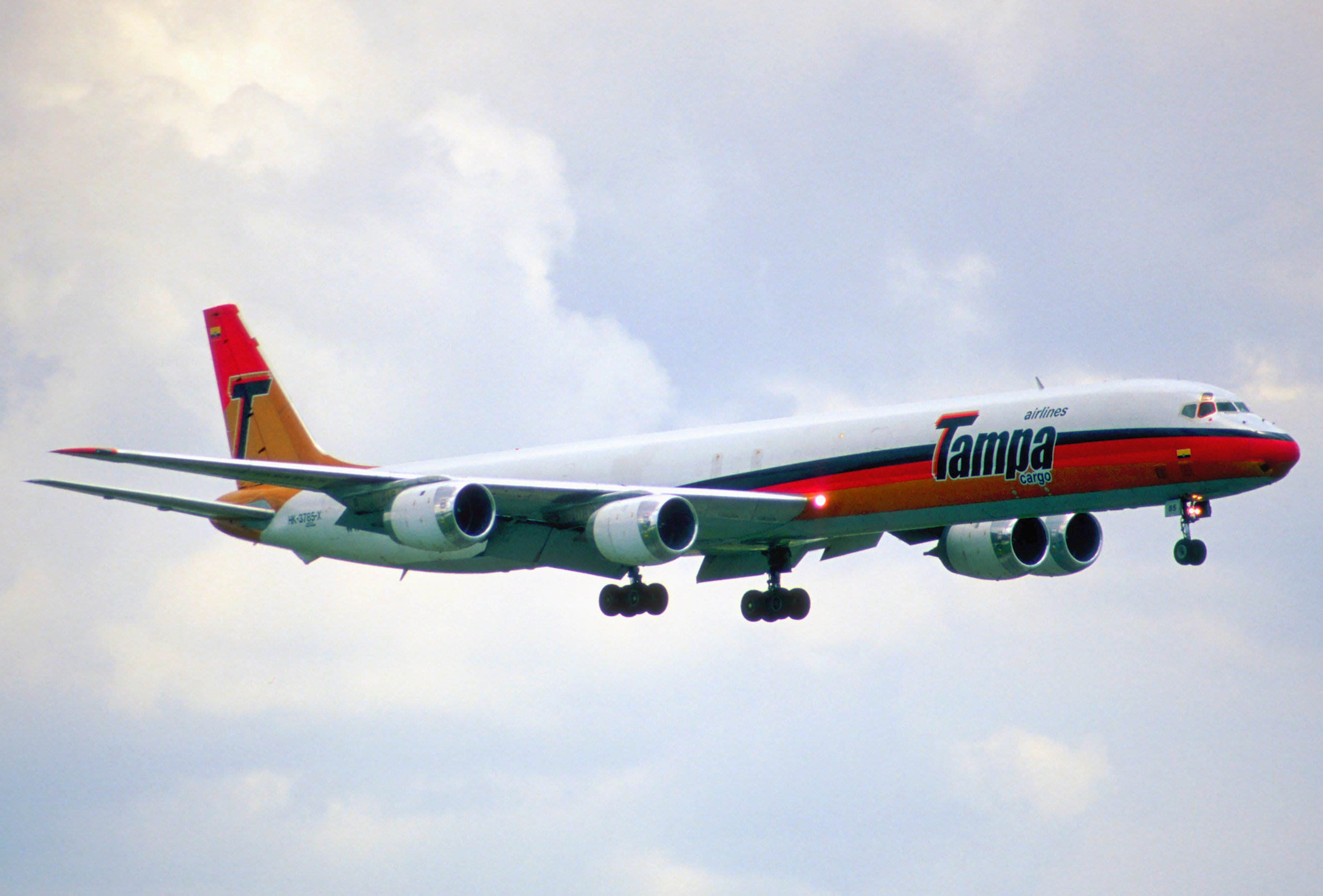
Un Douglas DC-8 di TAMPA Cargo.

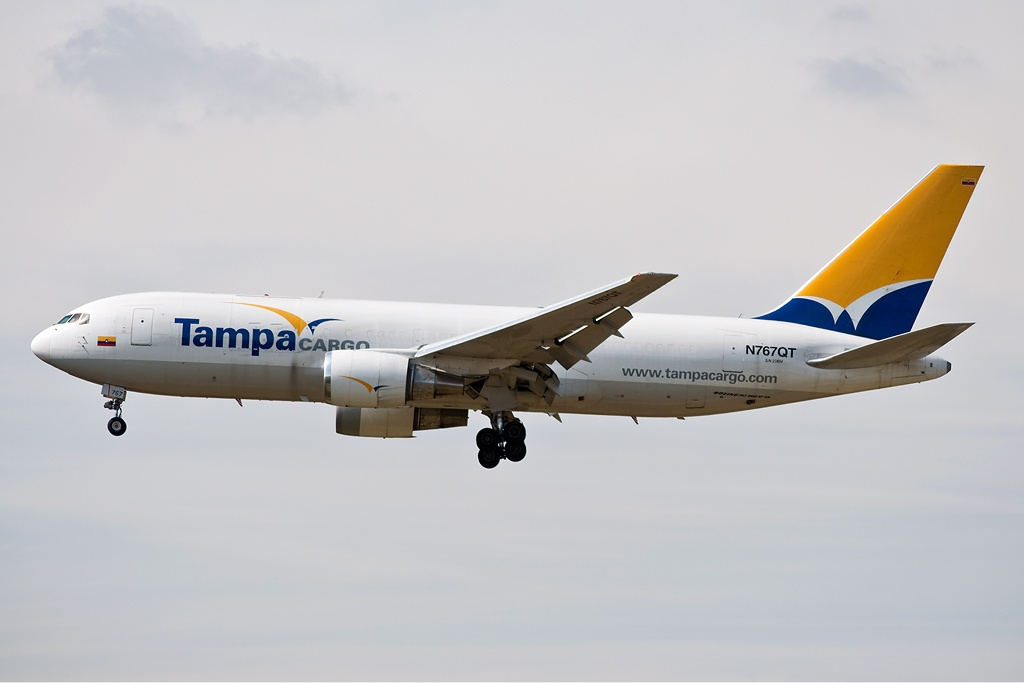
Un Boeing 767-200ERF di TAMPA Cargo.

Nel corso degli anni Avianca Cargo ha operato con i seguenti modelli di aeromobili:
- Douglas DC-6F
- Canadair CL-44
- Boeing 707-300C
- Douglas DC-8-71F
- Boeing 767-200SF